# Elytrimitatrix undata
Elytrimitatrix undata är en skalbaggsart som först beskrevs av Fabricius 1775.  Elytrimitatrix undata ingår i släktet Elytrimitatrix och familjen långhorningar. Inga underarter finns listade i Catalogue of Life.